# Roberto Peragón Lacalle
Roberto Peragón Lacalle   (Madrid, 7 de febrer de 1978) fou un futbolista professional madrileny que ocupava la posició de davanter. El seu darrer equip fou el Puerta Bonita, de la Segona Divisió B. Ha jugat tres temporades a Primera Divisió, totes elles en el Rayo Vallecano: 1996-97, 2001-02 i 2002-03.